# Kallsedet
Kallsedet är en by i Kalls socken, Åre kommun, Jämtland. Byn är belägen vid sjöarna Juvuln och Kallsjön, ca 69 km från Järpen, 46 km från Kall och 37 km från Frankrike. I Kallsedet finns bl.a. lanthandel och campingplats. Ångbåten m/s Drottning Sophia trafikerar bl.a. rutten Bonäshamn-Kallsedet.